# Henry II Sinclair
Henry II Sinclair (mort en 1420), fut comte des Orcades de 1400 à 1420.
Henri II Sinclair est le fils du comte Henry Sinclair (tué en 1400). Nous ne connaissons pas l’année de sa naissance mais on estime qu’il devait avoir entre 25 et 30 ans lors de la disparition de son père.
Il assura la succession de son père à la fois comme vassal du roi d’Écosse pour son comté de Caithness et comme Comte des Orcades et "Amiral des Mers" sous la suzeraineté de la reine Marguerite Ire de Danemark et de Norvège.
Henry fut capturé par les Anglais lors de la défaite écossaise d ’Homildon Hill en septembre 1402 et resta quelque temps en captivité.
Après sa libération du fait de sa grande expérience de marin il fut chargé en avril 1406 par le roi Robert III d'Écosse de conduire en sureté en France son jeune fils et héritier le futur Jacques Ier d'Écosse. Le navire fut capturé par les Anglais pendant la traversée et Henry passa quelques années supplémentaires en captivité.
Libéré il retrouva l’Ecosse avant de participer avec les français en 1415 à la désastreuse Bataille d'Azincourt.
Henry Sinclair retourna définitivement en Écosse et sut maintenir son indépendance entre ses deux suzerains le régent d’Écosse Robert Stuart (duc d'Albany) et le souverain de l’Union du Nord Éric de Poméranie.
Henry II Sinclair mourut de la peste en 1420.
De son union avec Egidia Douglas il laissa son fils et successeur :
- William Sinclair né vers 1404 et mort vers 1480 qui résigna en faveur de la couronne écossaise son comté des Orcades en 1471.

## Sources
- (en) Mike Ashley, The Mammoth Book of British Kings & Queens, Robinson, 1998 (ISBN 1841190969), « Henry 2nd earl of Orkney, 1400-20 » p. 545-546.
- (en) Stephen Boardman, The early Stewart Kings. Robert II and Robert III 1371-1406, Edinburgh, John Donald, 2007, 348 p. (ISBN 9-781904-607687), p. 246-47,311,280-83,286-87,293-96.